# Absolutni izsev
Absolútni izsèv, oziroma absolútna magnitúda je v astronomiji sij zvezde, kakršen je v resnici in ne kot ga vidimo z Zemlje.
Gre za standard, ki nam pove, kako svetla bi bila posamezna zvezda, če bi jo postavili na oddaljenost 10 parsekov (10 · 3,26 svetlobnih let), oziroma kakšen bi bil njen navidezni sij. Absolutni izsev je lahko dobro izhodišče za izračun mase zvezde. Razmerje med količnikom izseva zvezde in izseva Sonca je enako razmerju med maso zvezde in Sončevo maso, pri čemer sta slednja podana s koeficientom a. Za zvezde iz glavnega niza ta znaša 3 (to je bilo potrjeno za vse zvezde svetlostnega razreda V). Če torej poznamo izsev zvezde, lahko izračunamo njeno maso. Ta znaša vrednost izseva zvezde na potenco 1/3, kar je 0,33. Pri drugih zvezdah, orjakinjah vseh vrst (I, I-0, II-a, II-b, III) in zvezdah drugih spektralnih razredov kot V (IV, VI, VII) je koeficient 2/7.
Zvezde imajo absolutni izsev od skoraj -90,00 pa vse do 17,00.
Za absolutni izsev velja enak dogovor kot za navidezni sij, razlika med stopnjami svetlosti je ~2,51 (saj je 2,515 ≈ 100). Absolutni izsev naše Galaksije  je na primer približno -20,5. Kvazar z absolutnim izsevom -25,5 je stokrat svetlejši kot naša galaksija. Če bi lahko hkrati na isti razdalji videli kvazar in našo Galaksijo, bi bil kvazar za 5 velikostnih razredov (magnitud) (oziroma 100-krat) svetlejši od naše Galaksije.

## Umovanje o koeficientu a
Gre za dve možnosti. Koeficient a je lahko stalen in nespremenljiv, ali pa se spreminja. V veljavi je dejstvo, da znaša a pri običajnih zvezdah, ki so pritlikave in bolj ali manj podobne Soncu (so spektralnega razreda V), 3, kar pomeni, da njegova masa raste s tretjo potenco. Tako se da na hitro ugotoviti, da znaša vrednost mase zvezde med 0,08 in približno 63,00 mas Sonca. Čeprav naj bi bil prag zvezd po nekaterih merilih znašal celo 155,00 mas Sonca.
Zvezda z desetimi sončevimi masami bi torej imela izsev približno 1000. Zvezda s 63 Sončevimi masami pa 265.000 izsevov Sonca. Vsemu navkljub pa ta odnos ne velja za druge zvezde, kot so to npr. orjakinje vseh vrst. Pri teh se dejanski masi bolj prilega vrednost 3,5, kar pomeni, da njihova masa narašča s potenco sedmih polovic.
Če se vrednost a spreminja za najmanj masivne in najbolj masivne zvezde, pa veljajo vrednosti:
da pri orjakinjah a znaša 1,6; kar pomeni, da njihova masa narašča. 
Pri pritlikavih zvezdah pa znaša vrednost a 4,8.

## Telesa Osončja (H)
| H    | Premer     |
| ---- | ---------- |
| 10   | 34 km      |
| 12,6 | 10 km      |
| 15   | 3,4 km     |
| 17,6 | 1 km       |
| 19,2 | 500 metrov |
| 20   | 340 metrov |
| 22,6 | 100 metrov |
| 24,2 | 50 metrov  |
| 25   | 34 metrov  |
| 27,6 | 10 metrov  |
| 30   | 3,4 metrov |

Za planete in asteroide je definicija absolutne magnitude še drugačna (prav tako za vse ostale objekte razen Sonca in Zemlje v Osončju). Ta absolutna magnituda, imenovana tudi {\displaystyle H}, je definirana kot navidezna magnituda, ki bi jo imelo telo v idealni sončevi opoziciji (postavitev, ki je v praksi nemogoča), če bi bilo od Sonca in od opazovalca naenkrat oddaljeno natanko 1 astronomsko enoto (AU). Telesa Osončja so osvetljena s Soncem, in se torej magnituda spreminja kot funkcija v pogojih osvetljevanja, opisana kot fazni kot. To razmerje se pogosto imenuje fazna krivulja. Absolutna magnituda je svetlost v faznem kotu nič, v položaju imenovanem tudi opozicija.

### Navidezna magnituda
Absolutna magnituda {\displaystyle H} se lahko uporabi za izračun navidezne magnitude telesa {\displaystyle m}. Za telo, ki odbija sončevo svetlobo, sta {\displaystyle H} in {\displaystyle m} povezana z naslednjo relacijo
{\displaystyle m=H+5\log _{10}{\left({\frac {d_{BS}d_{BO}}{d_{0}^{2}}}\right)}-2,5\log _{10}{q(\alpha )},}
kjer je {\displaystyle \alpha } fazni kot, ki je kot med telesom, Soncem in opazovalcem. {\displaystyle q(\alpha )} je fazni integral (integriranje odbite svetlobe; število na intervalu 0 do 1).
Po kosinusnem izreku dobimo:
{\displaystyle \cos {\alpha }={\frac {d_{\mathrm {BO} }^{2}+d_{\mathrm {BS} }^{2}-d_{\mathrm {OS} }^{2}}{2d_{\mathrm {BO} }d_{\mathrm {BS} }}}.}
Razdalje:
- dBO je razdalja med telesom in opazovalcem
- dBS je razdalja med telesom in Soncem
- dOS je razdalja med opazovalcem in Soncem
- d0 je 1 AU, povprečna razdalja med Zemljo in Soncem

### Približki faznega integralaq(α){\displaystyle q(\alpha )}
Vrednost {\displaystyle q(\alpha )} je odvisna od lastnosti površine, ki odbija svetlobo, v posebnem od odbojnosti površine. V praksi, se uporabljajo različni približki, ki temeljijo na znanih ali pričakovanih lastnostih površine.

#### Planeti
Planetarna telesa se lahko približajo z idealno difuzno odbijajočimi kroglami. Naj bo {\displaystyle \alpha } fazni kot v stopinjah, potem
{\displaystyle q(\alpha )={\frac {2}{3}}\left(\left(1-{\frac {\alpha }{180^{\circ }}}\right)\cos {\alpha }+{\frac {1}{\pi }}\sin {\alpha }\right).}
Difuzna krogla v polni fazi odbije dve tretjini svetlobe ploščatega diska enakega premera. Četrt faze ({\displaystyle \alpha =90^{\circ }}) ima {\displaystyle {\frac {1}{\pi }}} toliko svetlobe, kot pri polni fazi ({\displaystyle \alpha =0^{\circ }}).
Za razliko od tega je difuzni ploščati odbojni model preprosto {\displaystyle q(\alpha )=\cos {\alpha }}, kar ni realistično, a upošteva opozicijski pojav za grobe površine, ki odbijajo več uniformne svetlobe nazaj na majhnih faznih kotih.
Definicija za geometrični albedo {\displaystyle p}, merilo za odbojnost planetarnih površin, temelji na difuznem ploščatem odbojnem modelu. Absolutna magnituda {\displaystyle H}, premer {\displaystyle D} (v kilometrih)in geometrični albedo {\displaystyle p} telesa so podani z
{\displaystyle D={\frac {1329}{\sqrt {p}}}\times 10^{-0,2H}} km.
primer: Lunina absolutna magnituda {\displaystyle H} se lahko izračuna iz njenega premera {\displaystyle D=3474{\text{ km}}} in geometričnega albeda {\displaystyle p=0,113}:
{\displaystyle H=5\log _{10}{\frac {1329}{3474{\sqrt {0.113}}}}=+0,28.}
Dobimo {\displaystyle d_{BS}=1{\text{ AU}}}, {\displaystyle d_{BO}=384400{\text{ km}}=0,00257{\text{ AU}}.}
Na prvem/zadnjem krajcu, je {\displaystyle q(\alpha )\approx {\frac {2}{3\pi }}} (sodeč po difuznem odbojnem modelu), ki poda navidezno magnitudo {\displaystyle m=+0,28+5\log _{10}{\left(1\cdot 0,00257\right)}-2,5\log _{10}{\left({\frac {2}{3\pi }}\right)}=-10,99.}. Resnična magnituda je nekoliko nižja, {\displaystyle m=-10,0}. Fazna krivulja Lune je preveč zapletena za difuzni odbojni model.

#### Bolj napredni modeli
Ker telesa Osončja niso nikoli popolni difuzni odbojniki, uporabljajo astronomi različne modele za napovedovanje navideznih magnitud na osnovi znanih ali predpostavljenih lastnosti telesa. Za planete je bil približek za popravljalni del {\displaystyle -2,5\log _{10}{q(\alpha )}} v formuli za m izpeljan empirično, da bi ustrezal opazovanjih na različnih faznih kotih. Približki, ki jih priporoča Astronomski almanah so (z {\displaystyle \alpha } v stopinjah):
| Planet  | {\displaystyle H} | Približek za {\displaystyle -2.5\log _{10}{q(\alpha )}} |
| ------- | ----------------- | --- |
| Merkur  | −0,613            | {\displaystyle +6,328\times 10^{-2}\alpha -1,6336\times 10^{-3}\alpha ^{2}+3,3644\times 10^{-5}\alpha ^{3}-3,4265\times 10^{-7}\alpha ^{4}+1,6893\times 10^{-9}\alpha ^{5}-3,0334\times 10^{-12}\alpha ^{6}} |
| Venera  | −4,384            | - {\displaystyle -1,044\times 10^{-3}\alpha +3,687\times 10^{-4}\alpha ^{2}-2,814\times 10^{-6}\alpha ^{3}+8,938\times 10^{-9}\alpha ^{4}} (za {\displaystyle 0^{\circ }<\alpha \leq 163,7^{\circ }}) - {\displaystyle +240,44228-2,81914\alpha +8,39034\times 10^{-3}\alpha ^{2}} (za {\displaystyle 163,7^{\circ }<\alpha <179^{\circ }}) |
| Zemlja  | −3,99             | {\displaystyle -1,060\times 10^{-3}\alpha +2,054\times 10^{-4}\alpha ^{2}} |
| Mars    | −1,601            | - {\displaystyle +2,267\times 10^{-2}\alpha -1,302\times 10^{-4}\alpha ^{2}} (za {\displaystyle 0^{\circ }<\alpha \leq 50^{\circ }}) - {\displaystyle +1,234-2,573\times 10^{-2}\alpha +3,445\times 10^{-4}\alpha ^{2}} (za {\displaystyle 50^{\circ }<\alpha \leq 120^{\circ }}) |
| Jupiter | −9,395            | - {\displaystyle -3,7\times 10^{-4}\alpha +6,16\times 10^{-4}\alpha ^{2}} (za {\displaystyle \alpha \leq 12^{\circ }}) - {\displaystyle -0,033-2,5\log _{10}{\left(1-1,507\left({\frac {\alpha }{180^{\circ }}}\right)-0,363\left({\frac {\alpha }{180^{\circ }}}\right)^{2}-0,062\left({\frac {\alpha }{180^{\circ }}}\right)^{3}+2,809\left({\frac {\alpha }{180^{\circ }}}\right)^{4}-1,876\left({\frac {\alpha }{180^{\circ }}}\right)^{5}\right)}} (za {\displaystyle \alpha >12^{\circ }})                                                                                          |
| Saturn  | −8,914            | - {\displaystyle 1,825\sin {\left(\beta \right)}+2,6\times 10^{-2}\alpha -0,378\sin {\left(\beta \right)}e^{-2,25\alpha }} (za planet in prstane, {\displaystyle \alpha <6,5^{\circ }} in {\displaystyle \beta <27^{\circ }}) - {\displaystyle -0,036-3,7\times 10^{-4}\alpha +6,16\times 10^{-4}\alpha ^{2}} (za samo kroglo, {\displaystyle \alpha \leq 6^{\circ }}) - {\displaystyle +0,026+2,446\times 10^{-4}\alpha +2,672\times 10^{-4}\alpha ^{2}-1,505\times 10^{-6}\alpha ^{3}+4,767\times 10^{-9}\alpha ^{4}} (za samo kroglo, {\displaystyle 6^{\circ }<\alpha <150^{\circ }}) |
| Uran    | −7,110            | {\displaystyle -8,4\times 10^{-4}\phi '+6,587\times 10^{-3}\alpha +1,045\times 10^{-4}\alpha ^{2}} (za {\displaystyle \alpha <3,1^{\circ }}) |
| Neptun  | −7,00             | {\displaystyle +7,944\times 10^{-3}\alpha +9,617\times 10^{-5}\alpha ^{2}} (za {\displaystyle \alpha <133^{\circ }} in {\displaystyle t>2000,0}) |

Tukaj je {\displaystyle \beta } površinska inklinacija Saturnovih prstanov (njihov naklon glede na opazovalca), ki se, videna z Zemlje, spreminja med 0° and 27° skozi eno Saturnovo orbito. {\displaystyle \phi '} je majhen popravek, ki je odvisen od Uranovih pod-Zemeljiskih in pod-Solarnih širin. {\displaystyle t} je leto našega štetja. Neptunova absolutna magnituda se rahlo spreminja zaradi sezonskih pojavov, ko se planet pomika po svoji 165-letni tirnici okoli Sonca, približek pa je veljaven le po letu 2000. Za nekaj pogojev, recimo {\displaystyle \alpha \geq 179^{\circ }} za Venero, je nedostopnih, zato je fazna krivulja v teh primerih neznana.
Primer: Na 1 januar 2019 je bila Venera od Sonca oddaljena {\displaystyle d_{BS}=0,719{\text{ AU}}}, od Zemlje pa {\displaystyle d_{BO}=0,645{\text{ AU}}}. Takrat je bila v faznem kotu {\displaystyle \alpha =93,0^{\circ }} (blizu faze krajca (četrtina)). Pod pogoji polne faze bi imela Venera magnitudo {\displaystyle m=-4,384+5\log _{10}{\left(0,719\cdot 0,645\right)}=-6,09.} Če upoštevamo kot veliko faze, nam izraz za popravek poda resnično navidezno magnitudo {\displaystyle m=-6,09+\left(-1,044\times 10^{-3}\cdot 93,0+3,687\times 10^{-4}\cdot 93,0^{2}-2,814\times 10^{-6}\cdot 93,0^{3}+8,938\times 10^{-9}\cdot 93,0^{4}\right)=-4,59.} To je blizu vrednosti {\displaystyle m=-4,62} ki jo je napovedal Jet Propulsion Laboratory.
Zemljin albedo se spreminja s faktorjem 6, od 0,12 v brez-oblačnem primeru, do 0,76 v primeru altostratusi. Absolutna magnituda tukaj predstavlja albedo 0,434. Zemljina navidezna magnituda se ne more predvideti tako natančno, kot za ostale planete.

#### Asteroidi
Če ima telo atmosfero, odseva svetlobo manj ali več izotropno v vse smeri, njegova svetlost pa se lahko izračuna kot difuzni odbojnik. Telesa brez atmosfere, kot asteroidi in lune, odsevajo svetlobo močneje v eno smer, njihova svetlost pa se zelo spreminja, ko se fazni kot približuje {\displaystyle 0^{\circ }}. To hitro svetlenje se imenuje opozicijski pojav. Njegova svetlost je odvisna od fizikalnih lastnosti površine telesa, in se torej razlikuje od asteroida do asteroida.
Leta 1985 je IAU sprejela pol-empirični sistem {\displaystyle HG}, ki temelji na dveh parametrih {\displaystyle H} in {\displaystyle G}, ki se imenujeta absolutna magnituda in naklon, da ustvari model za opozicijski pojav za efemeride, ki jih je objavil Center malih planetov.
{\displaystyle m=H+5\log _{10}{\left({\frac {d_{BS}d_{BO}}{d_{0}^{2}}}\right)}-2,5\log _{10}{q(\alpha )},}
kjer
fazni integral je {\displaystyle q(\alpha )=\left(1-G\right)\phi _{1}\left(\alpha \right)+G\phi _{2}\left(\alpha \right)}
in
{\displaystyle \phi _{i}\left(\alpha \right)=\exp {\left(-A_{i}\left(\tan {\frac {\alpha }{2}}\right)^{B_{i}}\right)}} za {\displaystyle i=1} ali {\displaystyle 2}, {\displaystyle A_{1}=3,332}, {\displaystyle A_{2}=1,862}, {\displaystyle B_{1}=0,631} in {\displaystyle B_{2}=1,218}.
Ta povezava velja za fazne kote {\displaystyle \alpha <120^{\circ }}, najbolje pa drži, ko je {\displaystyle \alpha <20^{\circ }}.
Naklonski parameter {\displaystyle G} pove velikost opozicije, največkrat 0,3 mag, ko je telo blizu opozicije. Natančno je poznan le za majhno število asteroidov, torej je predpostavljen za večino asteroidov z {\displaystyle G=0,15}. V redkih primerih je lahko {\displaystyle G} tudi negativen. Primer je 101955 Bennu, z {\displaystyle G=-0,08}.
Leta 2012 je bil sistem {\displaystyle HG} uradno zamenjan z izboljšanim sistemom s tremi parametri {\displaystyle H}, {\displaystyle G_{1}} in {\displaystyle G_{2}}, ki ustvari še bolj natančne rezultate, če je opozicijski pojav zelo majhen ali omejen na majhne fazne kote. A leta 2019 sistema {\displaystyle HG_{1}G_{2}} ni odobril niti Center za male planete, niti Jet Propulsion Laboratory.
Navidezna magnituda asteroidov se spreminja med vrtenjem na časovnih intervalih nekaj sekund do nekaj tednov, odvisno od njihove rotacijske periode, tudi do {\displaystyle 2{\text{ mag}}} ali več. Njihova magnituda se lahko spreminja tudi z opazovalne smeri, odvisno od njihovega osnega naklona. V veliko primerih ni znana niti rotacijska perioda, niti osni naklon, kar omejuje napovedi. Predstavljeni modeli tukaj ne zajemajo takšnih pojavov.

### Magnitude kometov
Svetlost kometa se podaja ločeno kot celotna magnituda ({\displaystyle m_{1}}, svetlost, integrirana skozi celotni vidni podaljšek kome) in magnituda jedra ({\displaystyle m_{2}}, samo svetlost središčnega območja). Obe sta drugačni lestvici kot magnitude za planete in asteroide in ne se morejo primerjati z absolutno magnitudo asteorida H.
Aktivnost kometov se spreminja z njihovo oddaljenostjo od Sonca. Njihova svetlost se lahko približa z
{\displaystyle m_{1}=M_{1}+2,5\cdot K_{1}\log _{10}{\left({\frac {d_{BS}}{d_{0}}}\right)}+5\log _{10}{\left({\frac {d_{BO}}{d_{0}}}\right)}}
{\displaystyle m_{2}=M_{2}+2,5\cdot K_{2}\log _{10}{\left({\frac {d_{BS}}{d_{0}}}\right)}+5\log _{10}{\left({\frac {d_{BO}}{d_{0}}}\right)},}
kjer sta {\displaystyle m_{1,2}} zaporedoma navidezna celotna magnituda in magnituda jedra, {\displaystyle M_{1,2}} sta "absolutna" celotna magnituda in magnituda jedra, {\displaystyle d_{BS}} in {\displaystyle d_{BO}} sta razdalji telo-Sonce in telo-opazovalec, {\displaystyle d_{0}} je astronomska enota in {\displaystyle K_{1,2}} sta naklonska parametra, ki ponazarjata kometovo aktivnost. Za {\displaystyle K=2} se to posploši na popolnoma odsevno telo.
Na primer svetlobna krivulja kometa C/2011 L4 (PANSTARRS) se lahko približa z {\displaystyle M_{1}=5,41{\text{, }}K_{1}=3,69.} Na dan prehoda perihelija, 10. marca 2013, je bil komet PANSTARRS od Sonca oddaljen {\displaystyle 0,302{\text{ AU}}} in {\displaystyle 1,109{\text{ AU}}} od Zemlje. Celotno navidezna magnituda {\displaystyle m_{1}} se je takrat napovedala {\displaystyle m_{1}=5,41+2,5\cdot 3,69\cdot \log _{10}{\left(0,302\right)}+5\log _{10}{\left(1,109\right)}=+0,8}. The Minor Planet Center poda podobno vrednost, {\displaystyle m_{1}=+0,5}.
| Komet                              | Absolutna magnituda {\displaystyle M_{1}} | Premer jedra  |
| ---------------------------------- | ----------------------------------------- | ------------- |
| Komet Sarabat                      | −3,0                                      | ≈100 km?      |
| Komet Hale-Bopp                    | −1,3                                      | 60 ± 20 km    |
| Halleyjev komet                    | 4,0                                       | 14,9 x 8,2 km |
| povprečni novi komet               | 6,5                                       | ≈2 km         |
| 289P/Blanpain (med izbruhom 1819)  | 8,5                                       | 320 m         |
| 289P/Blanpain (normalna aktivnost) | 22,9                                      | 320 m         |

Absolutna magnituda kateregakoli kometa se lahko dramatično spreminja. Lahko se spremeni skupaj s spremembo njegove aktivnost, ali če je komet v fazi izbruha. To naredi absolutno magnitudo težko za ocenjevanje velikosti. Ko je bil leta 1819 odkrit komet 289P/Blanpain, je bila njegova absolutna magnituda ocenjena na {\displaystyle M_{1}=8,5}. Kasneje so komet izgubili, odkrili so ga šele leta 2003. Takrat je njegova absolutna magnituda padla na {\displaystyle M_{1}=22,9}, leta 1819 pa je bil komet v fazi izbruha. Leta 1819 je 289P/Blanpain dosegel svetlost za opazovanje s prostim očesom (5–8 mag), četudi je to eden izmed kometov z najmanjšimi jedri, ki so se kadarkoli fizično zaznali. Takšni kometi po navadi niso nikoli svetlejši od 18 mag.
Za nekatere komete, ki so jih opazovali na dovolj velikih heliocentričnih razdaljah, da se loči svetlobo, ki je odbita od kome in samega jedra, so izračunali velikost, ki je analogna tisti za asteroide.